# Hermann Hansen
Hermann Hansen   (Friedrichstadt, 31 d'octubre de 1912 - 28 de juny de 1944) fou un jugador d'handbol alemany que va competir durant la dècada de 1930.
El 1936 va prendre part en els Jocs Olímpics de Berlín, on guanyà la medalla d'or en la competició d'handbol. El 1938 fou membre de l'equip alemany que guanyà el primer campionat del món d'hanbdol a onze. Morí en combat durant la Segona Guerra Mundial.